# Johann Heinrich von Boblick
Johann Heinrich von Boblick (auch: Pobligk, * August 1655; † 18. Februar  1747 in Stolpen) war ein kurfürstlich-sächsischer Generalmajor der Infanterie und Kommandant der Festung Stolpen.

## Leben und Werk
Er stammte aus einer ursprünglich polnischen Adelsfamilie. Er trat in den Dienst der Kurfürsten von Sachsen und wurde am 26. September 1716 Oberst. Als Nachfolger von Johann Friedrich von Wehlen wurde er am 28. Mai 1725 Festungskommandant in Stolpen, wo er u. a. für die Gräfin Cosel verantwortlich war. Als er 1743 zum Generalmajor befördert wurde, war er bereits 88 Jahre alt, aber dem Vernehmen nach munter und bei Kräften.
Er war nach Zirschke zwei Mal verheiratet, darunter mit Charlotte Eleonore von Dyherrn. Er hatte mehrere Kinder hinterlassen, der kursächsische Generalmajor und Festungskommandant Heinrich Adolph von Boblick ist sein Sohn. Der jüngste Sohn Philipp Albert wurde Obristwachtmeister. Außerdem Johann Andreas († 1739) gestorben als Hauptmann im Dragonerregiment „Katte“ in Ungarn.